# アンドレアス・テルツァー
アンドレアス・テルツァー（ラテン語: Andreas Toelzer、1980年1月27日 - ）は、ドイツの男子柔道家。身長192cm。体重131kg。現在はドイツ連邦軍に所属している。

## 来歴
9歳の時に柔道を始めた。アテネオリンピックに出場したが7位だった。2005年嘉納治五郎杯東京国際柔道大会では無差別級に出場し5位だった。
ヨーロッパ柔道選手権大会ではメダルの常連で、2010年には念願の金メダルを獲得した。2010年世界柔道選手権大会では、決勝でフランスのテディ・リネールと対戦して敗れはしたもの銀メダルを獲得した。2011年の世界選手権でも決勝まで進むが、再びリネールと対戦して敗れ2年連続2位となった。2012年7月のロンドンオリンピックでは準決勝でロシアのアレクサンドル・ミハイリンと対戦し有効を取られて敗れるも、3位決定戦で勝利して銅メダルを獲得している。2013年の世界選手権では3位になった。その後、現役を引退した。

## 主な戦績
- 1998年 - ヨーロッパジュニア　優勝
- 1999年 - ヨーロッパジュニア　2位
- 2001年 - ベルギー国際　3位
- 2001年 -ポーランド国際　優勝
- 2001年 - 世界選手権　7位
- 2003年 - ベルギー国際　2位
- 2004年 - ロシア国際　3位
- 2004年 - ドイツ国際　2位
- 2004年 - オランダ国際　3位
- 2004年 - ヨーロッパ選手権　5位
- 2004年 - アテネオリンピック　7位
- 2005年 - 嘉納杯　5位
- 2005年 - フランス国際　3位
- 2005年 - ドイツ国際　3位
- 2005年 -ポーランド国際　優勝
- 2005年 - 世界軍人選手権大会　3位
- 2006年 - オーストリア国際　2位
- 2006年 - ドイツ国際　3位
- 2006年 - ヨーロッパ選手権　優勝
- 2007年 - ヨーロッパ選手権　3位
- 2007年 -イタリア国際　優勝
- 2007年 - ロシア国際　3位
- 2008年 - スペイン国際　優勝
- 2009年 - ヨーロッパ選手権　5位
- 2009年 - グランプリ・チュニス　2位
- 2009年 - グランドスラム・モスクワ　2位
- 2009年 - 世界選手権　7位
- 2010年 - ヨーロッパ選手権　3位
- 2010年 - グランプリ・チュニス　3位
- 2010年 - グランドスラム・リオデジャネイロ　2位
- 2010年 - 世界選手権　2位
- 2010年 - グランプリ・アブダビ　優勝
- 2010年 - グランドスラム・東京　3位
- 2011年 - ワールドマスターズ　3位
- 2011年 - グランプリ・デュッセルドルフ　優勝
- 2011年 - グランドスラム・モスクワ　5位
- 2011年 - 世界選手権　2位
- 2011年 - グランプリ・アムステルダム　優勝
- 2012年 - ワールドマスターズ　3位
- 2012年 - グランプリ・デュッセルドルフ　優勝
- 2012年 - ロンドンオリンピック　3位
- 2013年 - ワールドマスターズ　3位
- 2013年 - グランドスラム・モスクワ　2位
- 2013年 - 世界選手権　3位